# Virtual Bart
The Simpsons: Virtual Bart (Japans: "バーチャルバート) is een computerspel gebaseerd op de animatieserie The Simpsons. Het spel werd ontwikkeld door Sculptured Software, en uitgebracht door Acclaim Entertainment in 1994 voor de SNES en Mega Drive.
Het was het eerste Simpson videospel dat uitkwam voor de thuisconsoles met dialogen van de stemacteurs uit de serie.

## Plot
Net als het vorige Simpsonspel van Sculptures Software, Bart's Nightmare, had Virtual Bart een dunne verhaallijn en was in feit een excuus om verschillende speltypes te combineren.
Het spel draait om Bart Simpson die op een wetenschapsbeurs een virtual realitymachine binnenwandelt, en alle levels moet halen om er weer uit te komen. In de levels verandert hij onder andere in een varken, moet tomaten gooien naar studenten op het schoolplein, op een motorfiets rijden in een post-apocalyptisch Springfield, holbewoners verslaan als dinosaurus Bart, en van boom naar boom slingeren als baby Bart.

## Reacties
Het spel werd minder gewaardeerd dan Bart’s Nightmare. Zo scoorde het spel slechts 40% in het Game Players tijdschrift.

## Ontvangst
| Beoordeeld door                 | Platform        | Datum            | Score |
| ------------------------------- | --------------- | ---------------- | ----- |
| GamePro (USA)                   | SNES            | oktober 1994     | 90%   |
| GamePro (USA)                   | Sega Mega Drive | december 1994    | 80%   |
| Sega-16.com                     | Sega Mega Drive | 27 december 2007 | 60%   |
| Electronic Gaming Monthly (EGM) | Sega Mega Drive | november 1994    | 53%   |
| Nintendo Magazine System UK     | SNES            | 1994             | 53%   |
| Game Players                    | Sega Mega Drive | december 1994    | 51%   |
| Electronic Gaming Monthly (EGM) | SNES            | oktober 1994     | 48%   |
| Total! (Duitsland)              | SNES            | oktober 1994     | 45%   |
| Game Players                    | SNES            | december 1994    | 40%   |
| Mega Fun                        | SNES            | november 1994    | 25%   |

Homer Simpson · Marge Simpson · Bart Simpson · Lisa Simpson · Maggie Simpson · Abraham Simpson · Patty en Selma Bouvier · Jacqueline Bouvier · Mona Simpson · Santa's Little Helper · Snowball II · Familie Bouvier
Jasper Beardley · Comic Book Guy · Eddie en Lou · Maude Flanders · Ned Flanders · Professor Frink · Barney Gumble · Julius Hibbert · Lionel Hutz · Eerwaarde Lovejoy · Kapitein Horatio McCallister · Hans Moleman · Bleeding Gums Murphy · Apu Nahasapeemapetilon · Mayor Joe Quimby · Dr. Nick Riviera · Agnes Skinner · Cletus Spuckler · Squeaky Voiced Teen · Disco Stu · Moe Szyslak · Kirk Van Houten · Luann Van Houten · Chief Clancy Wiggum
Gary Chalmers · Rod en Todd Flanders · Jimbo Jones · Kearney · Edna Krabappel · Otto Mann · Nelson Muntz · Martin Prince · Seymour Skinner · Milhouse Van Houten · Ralph Wiggum · Groundskeeper Willie · andere studenten
Montgomery Burns · Carl Carlson · Lenny Leonard · Waylon Smithers
Itchy en Scratchy · Kent Brockman · Krusty de Clown · Troy McClure · Rainier Wolfcastle · Radioactive Man
Snake · Kang & Kodos · Sideshow Bob · Fat Tony
Treehouse of Horror
Bart vs. the World · Bart Simpson's Escape from Camp Deadly · The Simpsons Arcadespel · Bart vs. the Space Mutants · Bart's House of Weirdness ·Bart vs. The Juggernauts · Krusty's Fun House · Bartman Meets Radioactive Man · Bart's Nightmare · The Itchy and Scratchy Game · Virtual Bart · Bart and the Beanstalk · Itchy & Scratchy in Miniature Golf Madness · Cartoon Studio · Virtual Springfield · Night of the Living Treehouse of Horror · Bowling · Wrestling · Road Rage · Skateboarding · Hit & Run · The Simpsons Game · The Simpsons: Tapped Out
The Simpsons · The Simpsons Pinball Party
Strips: Simpsons Comics · Bart Simpson serie · Itchy & Scratchy Comics · Bart Simpson's Treehouse of Horror · Futurama/Simpsons Infinitely Secret Crossover Crisis
Tijdschrift: Simpsons Illustrated
Boeken: Bart Simpson's Guide to Life · Family Album · Library of Wisdom · Complete Guides · Planet Simpson · The Simpsons and Philosophy
Actiefiguurtjes: World of Springfield
The Simpsons Movie
Bankgrap ·
Canyonero · 
D'oh! · 
Duff Beer · 
Schoolbordgrap · 